# ييني دالمان
ييني دالمان (بالفنلندية: Jenni Maria Dahlman-Räikkönen) مواليد 27 تشرين الأول أكتوبر 1981 في Piikkiö هي عارضة أزياء فنلندية سابقة. فازت بلقب ملكة جمال إسكندنافيا عام 2001.

## السيرة
تزوجت الفنلندي سائق الفورمولا واحد كيمي رايكونن في 31 تموز / يولية 2004، بعد أن تعرفت عليه منذ نهاية عام 2001. من هوايات ييني ركوب الخيل.
تتكلم السويدية، والفنلندية، والإنجليزية.